# Javier Bagalá
Javier Bagalá (Buenos Aires, Argentina, 6 de mayo de 1969) es un guitarrista de thrash metal argentino. Bagalá fue guitarrista y cofundador de la banda de thrash metal Nepal, con la que editó tres trabajos de estudio, además de varios demos y un compilado.
También ha recibido colaboración de diversos músicos de la escena mundial del heavy metal como Hansi Kürsch de Blind Guardian o Andre Matos de Angra. En la actualidad, desarrolla una carrera solista y ejerce como profesor de música.
Entre sus principales influencias, se encuentran: Iron Maiden, Black Sabbath, Metallica, Megadeth, Pantera, Fear Factory, Sepultura, Steve Vai, Joe Satriani, etc.

## Discografía
| Año  | Título                                   | Formato          | Notas                 |
| ---- | ---------------------------------------- | ---------------- | --------------------- |
| 1986 | Nepal                                    | Demo             | Nepal                 |
| 1988 | Aquellos bastardos/Rompehuesos           | Split            | Nepal                 |
| 1989 | Nepal II                                 | Demo             | Nepal                 |
| 1992 | Capitulo '92                             | Demo             | Nepal                 |
| 1993 | Raza de traidores                        | Álbum de estudio | Nepal                 |
| 1995 | Ideología                                | Álbum de estudio | Nepal                 |
| 1995 | Gritalo fuerte, tributo argentino a Kiss | Compilatorio     | Nepal/Artistas varios |
| 1997 | Manifiesto                               | Álbum de estudio | Nepal                 |
| 1998 | Metal Rock Festival II                   | Álbum en vivo    | Nepal/Artistas varios |
| 2001 | Wizard (de Beto Vázquez Infinity)        | EP               | Colaboración          |
| 2001 | Tributo a V8                             | Compilatorio     | Colaboración          |
| 2001 | Beto Vázquez Infinity                    | Álbum de estudio | Colaboración          |
| 2004 | Donde dobla el viento (de Larry Zavala)  | Álbum de estudio | Colaboración          |
| 2011 | Dharma                                   | Álbum de estudio | Solista               |
| 2018 | Causa y efecto                           | Álbum de estudio | Solista               |